# Binnenwegsche polder
De Binnenwegsche polder is een polder in de gemeente Zoetermeer, gelegen ten zuiden van Benthuizen, ten oosten van Zegwaard en ten westen van Kruisweg.
Nadat de polder door het vele slagturven grotendeels in een meer was veranderd dreigde hij ook omliggende gebieden te verzwelgen. Omstreeks 1700 werd hij daarom aangekocht door de stad Rotterdam en in haar opdracht met negen moderne wind-schepradmolens drooggelegd. De stad zou tot 1805 eigenaar van het gebied blijven.
De voor agrarische doeleinden ingerichte polder is na 2000 in een klein aantal jaren bebouwd met 8.500 woningen die de Zoetermeerse woonwijk Oosterheem vormen. Ook kwamen er bedrijventerreinen.
De polder valt onder Hoogheemraadschap van Schieland en de Krimpenerwaard.

## Referentie
1. ↑  Gegevens van de Binnenwegsche polder in Molendatabase.org